# Torneo de Bruselas 2012
El Brussels Open 2012 es un torneo de tenis que pertenece a la WTA en la categoría Premier. Se disputa del 19 al 26 de mayo de 2012 sobre polvo de ladrillo en Royal Primerose Tennis Club en Bruselas, Bélgica.

## Campeones

### Individuales femeninos
Agnieszka Radwanska vence a  Simona Halep por 7-5, 6-0.
- Es el 3° título de la polaca en la temporada y el 10° de su carrera. También es el 3° torneo Premier de su carrera y el 6° torneo Premier en general.

### Dobles femeninos
Bethanie Mattek-Sands /  Sania Mirza vencen a  Alicja Rosolska /  Zheng Jie por 6-3, 6-2.